# 临江街道 (黄石市)
临江街道，是中华人民共和国湖北省黃石市西塞山区下辖的一个乡镇级行政单位。

## 行政区划
临江街道下辖以下地区：
中窑湾社区、源建里社区、飞云社区、冶钢村社区、桐厂社区和叶家塘社区。